# العلاقات الأرمنية الإسرائيلية
العلاقات الأرمينية الإسرائيلية هي العلاقات الثنائية التي تجمع بين أرمينيا وإسرائيل.

## مقارنة بين البلدين
هذه مقارنة عامة ومرجعية للدولتين:
| وجه المقارنة                                              | أرمينيا                    | إسرائيل                                                             |
| --------------------------------------------------------- | -------------------------- | ------------------------------------------------------------------- |
| المساحة (كم2)                                             | 29.74 ألف                  | 20.77 ألف                                                           |
| عدد السكان (نسمة)                                         | 2.93 مليون                 | 8.89 مليون                                                          |
| الكثافة السكانية (ن./كم²)                                 | 98.52                      | 428.02                                                              |
| العاصمة                                                   | يريفان                     | القدس                                                               |
| اللغة الرسمية                                             | لغة أرمنية                 | اللغة العبرية، اللغة العربية                                        |
| العملة                                                    | درام أرميني                | شيكل إسرائيلي جديد، شيكل إسرائيلي قديم، جنيه فلسطيني، جنيه إسرائيلي |
| الناتج المحلي الإجمالي (بليون دولار)                      | 11.54 مليار                | 350.85 مليار                                                        |
| الناتج المحلي الإجمالي (تعادل القوة الشرائية) بليون دولار | 25.41 مليار                | 306.51 مليار                                                        |
| الناتج المحلي الإجمالي الاسمي للفرد دولار أمريكي          | 3.49 ألف                   | 35.73 ألف                                                           |
| الناتج المحلي الإجمالي للفرد دولار أمريكي                 | 8.07 ألف                   | 36.58 ألف                                                           |
| مؤشر التنمية البشرية                                      | 0.743                      | 0.899                                                               |
| رمز المكالمات الدولي                                      | +374                       | +972                                                                |
| رمز الإنترنت                                              | .am، .հայ ‏                 | .il                                                                 |
| المنطقة الزمنية                                           | ت ع م+04:00، توقيت أرمينيا | توقيت إسرائيل، Israel Summer Time ‏                                  |

## منظمات دولية مشتركة
يشترك البلدان في عضوية مجموعة من المنظمات الدولية، منها:
| علم المنظمة | اسم المنظمة                               | تاريخ انضمام أرمينيا | تاريخ انضمام إسرائيل |
| ----------- | ----------------------------------------- | -------------------- | -------------------- |
|             | مؤسسة التنمية الدولية                     | 25 أغسطس 1993        | 22 ديسمبر 1960       |
|             | الأمم المتحدة                             | 2 مارس 1992          | 11 مايو 1949         |
|             | منظمة التجارة العالمية                    | 5 فبراير 2003        | 21 أبريل 1995        |
|             | منظمة الشرطة الجنائية الدولية             | ?                    | ?                    |
|             | المركز الدولي لتسوية المنازعات الاستشارية | 16 أكتوبر 1992       | 22 يوليو 1983        |
|             | الاتحاد الدولي للاتصالات                  | 30 يونيو 1992        | 24 يونيو 1948        |
|             | الفريق المعني برصد الأرض                  | ?                    | ?                    |
|             | البنك الدولي للإنشاء والتعمير             | 16 سبتمبر 1992       | 12 يوليو 1954        |
|             | الاتحاد البريدي العالمي                   | ?                    | ?                    |
|             | مؤسسة التمويل الدولية                     | 18 أبريل 1995        | 26 سبتمبر 1956       |
|             | وكالة ضمان الاستثمار متعدد الأطراف        | 5 ديسمبر 1995        | 21 مايو 1992         |
|             | يونسكو                                    | 9 يونيو 1992         | 16 سبتمبر 1949       |

## وصلات خارجية
- موقع وزارة الخارجية الأرمينية
- موقع وزارة الخارجية الإسرائيلية